# Lancia Gamma-20HP
La Lancia Gamma, anche nota come Lancia 20 HP o Lancia Tipo 55, è un'automobile prodotta dal 1910 al 1911 dalla casa automobilistica Lancia.
Com'era consuetudine in casa Lancia, ad ogni anno corrispose un nuovo modello di vettura, migliorato rispetto a quello precedente. Nel 1910 alla "15/20HP" subentrò la "20HP" ("Tipo 55", poi ribattezzata "Gamma").

## Il contesto
Anche questa volta, la nuova versione si differenziava per un incremento della cilindrata (maggiorando il valore dell'alesaggio da 95 a 100 mm la cubatura arrivava a quasi 3 litri e mezzo) e della potenza.
Da notare che per i clienti desiderosi di cimentarsi nelle competizioni, la Tipo 55 poteva essere fornita di un motore di cilindrata più elevata (4,7 litri) erogante certamente una potenza superiore ai 50 hp.
Altra interessante opportunità offerta agli acquirenti era la possibilità di scelta tra telai di diversa configurazione: le misure del passo potevano variare (al pari dei gradi di inclinazione del piantone dello sterzo e del rapporto finale di trasmissione) in funzione dei tipi di carrozzeria da montare.
Questa 20 HP-tipo 55 venne costruita in 258 esemplari nel corso del 1910 e lascerà il posto alla 20/30HP (Tipo 56, poi Delta) nel 1911.

## Caratteristiche tecniche
- Periodo produzione : anno 1910
- Motore : Tipo 55; motore anteriore, longitudinale, a 4 cilindri in linea, monoblocco (in ghisa), alesaggio mm 100, corsa  mm 110, cilindrata totale cm³ 3455,75, testa cilindri fissa, basamento in lega d'alluminio, distribuzione a valvole laterali parallele (2 valvole per cilindro) comandate tramite un albero a camme laterale (nel basamento) azionato da ingranaggi; albero motore su tre supporti; rapporto di compressione 5:1, potenza massima CV 40 a 1.500 giri/minuto; alimentazione a caduta (carburatore verticale Lancia a 2 ugelli); accensione a magnete ad alta tensione (Bosch) con valore dell'anticipo regolabile manualmente; lubrificazione forzata, con pompa; capacità del circuito di lubrificazione litri 7; raffreddamento ad acqua con radiatore a nido d'ape.
- Trasmissione : ad albero con giunti cardanici, trazione sulle ruote posteriori; frizione multidisco a bagno d'olio; cambio (scatola in lega leggera) a 4 rapporti più retromarcia con comando a leva laterale; rapporti del cambio: 3,891:1 in prima, 2,381:1 in seconda, 1,618:1 in terza, presa diretta (1:1) in quarta, 3,268:1 in retromarcia; rapporto finale di riduzione (ingranaggi conici) 3,267:1 (15/49) oppure 3,0625:1 (16/49)
- Sospensioni: anteriormente ad assale rigido e balestre longitudinali semiellittiche, posteriormente ad assale rigido con balestre longitudinali a 3/4 di ellisse (balestre semiellittiche in abbinamento col telaio a passo corto)
- Freni: freno a pedale (meccanico) agente sulla trasmissione e freno a mano (meccanico) agente sulle ruote posteriori
- Ruote e pneumatici: ruote in legno a razze (su richiesta: ruote RAF a raggi) pneumatici 820 x 120 oppure 815 x 105
- Sterzo: posizione guida a destra; inclinazione del piantone disponibile in due diverse configurazioni (38º oppure 47º); sterzo a vite e ruota.
- Telaio: in acciaio, a longheroni e traverse; passo cm 293,2 (disponibili peraltro telai con passo di cm 274 oppure di cm 322,7), carreggiata anteriore cm 133 carreggiata posteriore cm 133; lunghezza del telaio variabile a seconda del passo (cm 399,6 col passo di cm 293,2, cm 377 col passo corto e cm 419,6 con il passo lungo), larghezza del telaio cm 161,5; peso del telaio, in ordine di marcia, variabile a seconda del passo (Kg 820 col passo di cm 293,2, Kg 805 col passo corto e Kg 845 col passo lungo)
- Prestazioni: velocità massima (con il rapporto di trasmissione più lungo) circa km/h 110 (velocità max nelle varie marce: 28 in 1a, 46 in 2a, 67 in 3a, circa 110 in 4a)
- Prezzo (listino 1910): telaio nudo Lire 12.000;
- Numerazione telai: dal n° 301 al n° 558 (258 esemplari)